# Guerre navale pendant la guerre d'Hiver
La guerre navale dans la guerre d'Hiver constitue la partie navale de la guerre d'Hiver entre la Finlande et l'Union soviétique du 30 novembre 1939 au 13 mars 1940. Globalement, le niveau de l'activité navale fut faible. Toutefois, la Finlande disposait de batteries d'artillerie côtières qui participèrent aux batailles le long de sa côte.

## Les marines dans le froid

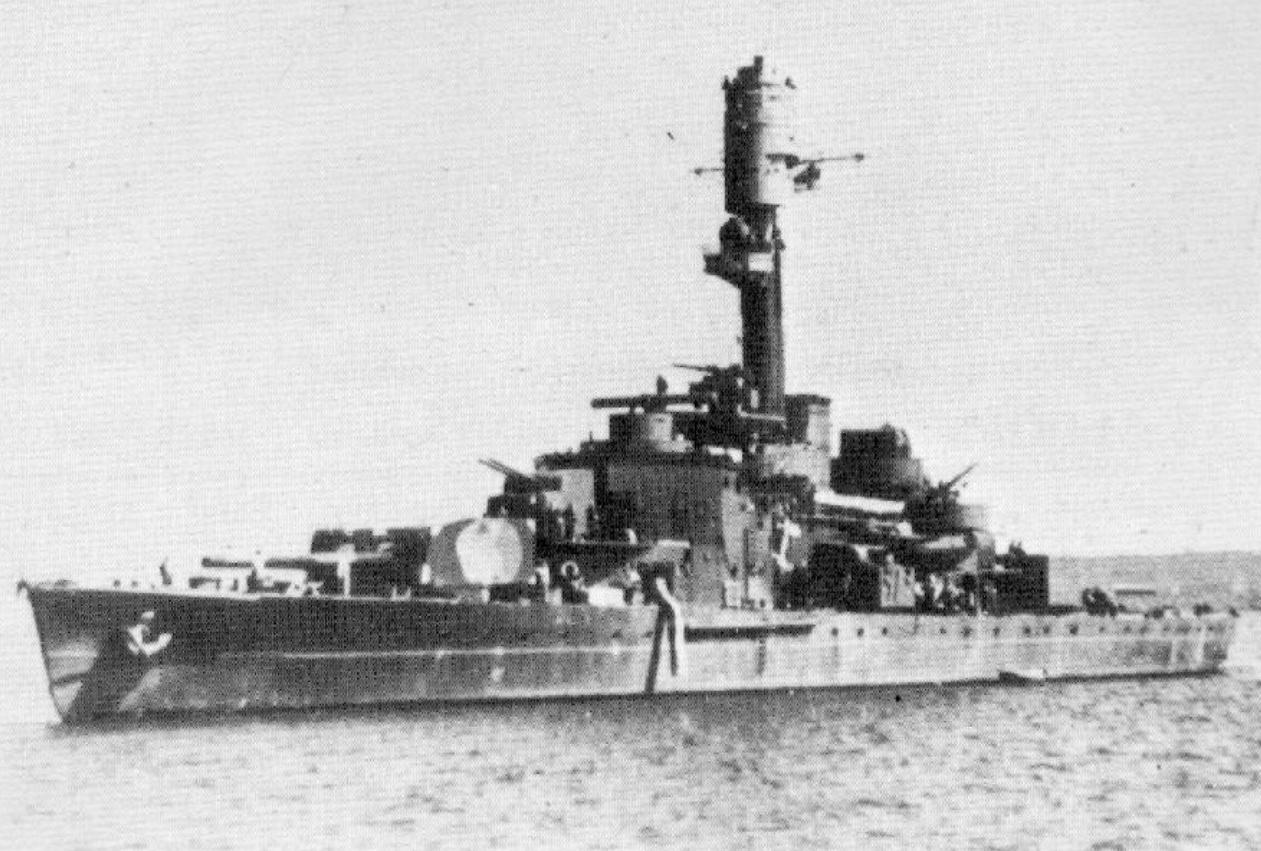
Le Väinämöinen, bâtiment finlandais de défense côtière, en 1938.

L’activité navale pendant la guerre d'Hiver fut faible. La mer Baltique commença à geler à la fin de décembre, qui rendit les mouvements des navires de guerre très difficiles. Au milieu de l'hiver, seuls les brise-glaces et les sous-marins pouvaient encore se déplacer. L'autre raison du faible niveau d’activité navale résidait la nature des forces marines soviétiques dans la région. La flotte de la Baltique était une force de défense côtière provinciale qui n'avait pas le niveau d’entrainement, la structure logistique, ou des péniches de débarquement pour entreprendre des opérations de grande envergure. En outre, la marine soviétique était technologiquement inférieure à la Royal Navy britannique et à la Kriegsmarine allemande. Pourtant, la flotte de la Baltique était forte : elle disposait de deux cuirassés, d’un croiseur lourd, de près de 20 destroyers, de 50 torpilleurs, de 52 sous-marins et d'autres navires. Les Soviétiques utilisaient des bases navales à Paldiski, Tallinn et Liepāja en Estonie et en Lettonie pour leurs attaques.
La marine finlandaise était une force de défense côtière avec deux navires de défense côtière, cinq sous-marins, quatre canonnières, sept vedettes lance-torpilles, un mouilleur de mines, six dragueurs de mines et au moins 5 brise-glaces. Les deux navires de défense côtière, l’Ilmarinen et le Väinämöinen, furent déplacés vers le port de Turku où ils furent utilisés pour renforcer les défenses aériennes. Leurs canons antiaériens abattirent un ou deux avions au-dessus de la ville, et les navires sont restés sur place pendant le reste de la guerre. À côté de la défense côtière, la marine finlandaise protégeait également les îles Åland et les navires marchands dans la mer Baltique, si bien que seulement une petite partie de la flotte pouvait s'engager dans une action militaire offensive.
En outre, l'aviation soviétique bombarda les navires finlandais, les ports et mina les voies maritimes. Pourtant, les pertes de navires marchands finlandais restèrent faibles, seulement 5 navires furent perdus à la suite d’une action soviétique. Cependant, la Seconde Guerre mondiale qui avait commencé avant la guerre d'Hiver s'avéra plus coûteuse pour les navires marchands finlandais car au total 26 furent perdus à cause d'actions hostiles en 1939 et 1940. En plus des actions soviétiques, les principales causes des pertes venaient des mines navales dans la mer du Nord et des attaques de U-boot allemands.

## Artillerie côtière
En plus de sa marine, la Finlande disposait de ses batteries d'artillerie côtières pour défendre les ports importants et les bases navales le long de sa côte. La plupart des batteries étaient là depuis la période russe, les canons de 152 mm (6,0 pouces) étant les plus nombreux, mais la Finlande avait modernisé ses vieux canons et installé un certain nombre de nouvelles batteries. La plus grande était une batterie de 305 mm (12,0 pouces) prévue à l'origine pour interdire le golfe de Finlande aux navires soviétiques avec l'aide de batteries sur la côté estonienne.
La première bataille navale eut lieu près de l'île de Russarö, à cinq kilomètres au sud de Hanko. Le 1er décembre 1939, les conditions météorologiques était bonnes et la visibilité excellente. Les Finlandais repérèrent le croiseur soviétique Kirov et deux destroyers. Alors que le convoi était à une distance de 24 km, les Finlandais ouvrirent le feu avec des canons côtiers de 234 m. Après cinq minutes de tirs, exécutés par quatre batteries côtières, le croiseur fut gravement endommagé et à deux doigts de couler, il se retira. Les destroyers ne subirent pas de dommage et le Kirov fut réparé dans la base navale, mais il avait perdu 17 hommes et eut une trentaine de blessés. Les Soviétiques connaissaient les emplacements des batteries côtières finlandaises, mais ils furent surpris par la portée des canons, beaucoup plus longue que prévu. L'artillerie côtière était démodée, mais les Finlandais avait réussi à la moderniser et à l’améliorer.
Les destroyers soviétiques (Gnevny (en) et Grozyashtchi) attaquèrent un phare finlandais et le fort à Utö le 14 décembre. La batterie d'artillerie côtière finlandaise ouvrit le feu et après un court échange de tirs, les destroyers soviétiques se retirèrent sous un écran de fumée. La mauvaise visibilité et une épaisse fumée convainquit au premier abord les Finlandais que l'un des destroyers avait été coulé par le feu de l'artillerie côtière.
Les forts côtiers finlandais près de l'isthme de Carélie virent plus d'action. En plus de l'appui des troupes au sol, les forces navales soviétiques conduisirent des attaques répétées contre les forts au cours du mois de décembre 1939. Les forts furent à plusieurs reprises bombardés par les cuirassés soviétiques (Marat et Oktyabrskaïa Revolutsiya) ainsi que par des destroyers soviétiques.
L'artillerie côtière eut un effet plus important sur la guerre terrestre. Les batteries à proximité du front étaient dans des positions fixes bien protégées, et avaient un rythme de tir plus rapide et une plus grande précision que l'artillerie mobile. Les batteries terrestres côtières ont contribué à stabiliser la défense de l'isthme de Carélie, en liaison avec l'artillerie de l'armée de terre. En mars, lorsque les Soviétiques eurent percé le front, toutes les réserves furent jetées dans les combats près de Viborg. Les Soviétiques essayèrent de traverser les glaces du golfe de Viipuri et de prendre la ville à revers, mais l'artillerie côtière finlandaise utilisa ses armes lourdes, brisant la glace sous les pieds des Soviétiques et empêcha une percée.

## Blocus soviétique
L'Union soviétique établit un blocus de la côte finlandaise avec son aviation navale et ses sous-marins. Initialement, les sous-marins soviétiques suivaient les règles mais ce type d'opérations n'a donné aucun résultat. L’Union soviétique déclara donc une zone de 20 miles depuis les côtes finlandaises, zone d'exclusion et avertit les navires neutres d’en rester éloignés. La campagne de sous-marin ne fut pas particulièrement réussie et fut écourtée par l'hiver rigoureux. Pendant la guerre d'hiver, les sous-marins soviétiques coulèrent un total de cinq navires marchands, un Estonien (Kassari), deux allemands (Reinbeck et Bolheim), un Suédois (Fenris), et un Finlandais (Wilpas). Quatre autres cargos finlandais furent perdus lorsque la force aérienne soviétique bombarda les ports finlandais. La seule perte de la marine de guerre finlandaise durant la guerre d'hiver dans la mer Baltique fut l'escorteur Aura II, qui protégeait les convois dans les eaux finlandaises. Cela se produisit lorsque, au cours d'une opération anti-sous-marin, un lanceur de grenades eut des ratés et la charge de profondeur explosa alors qu’elle était encore à bord, coulant le navire. Néanmoins, le 18 janvier 1940, le brise-glace armé finlandais Tarmo fut sévèrement endommagé à Kotka, quand il fut touché par 2 bombes lancées d’un bombardier soviétique : 38 soldats de la marine de guerre finlandaise furent ainsi tués et 10 autres blessés. La flotte soviétique de la Baltique perdit le sous-marin S-2 (en) pendant le blocus. Après que la formation de glace eut empêché les opérations sous-marines, le blocus soviétique reposa uniquement sur les patrouilles aériennes et les mines mouillées par les avions.